# Peter Rych
Peter Rych (erstmals erwähnt 1305 im Kloster Hauterive; † um 1328 in Hauterive) war ein Schweizer Zisterzienser-Abt.

## Leben
Peter Rych entstammte einem reichen Freiburger Bürgergeschlecht und war der Sohn von Peter Rych und dessen Ehefrau Nicoleta. Sein Bruder war Jakob Rych (* vor 1291 in Freiburg; † nach 1355), Schultheiss von Freiburg und Rektor des Freiburger Liebfrauenspitals.
Peter Rych wurde 1305 Mönch und kam 1316 in die hohe Stellung eines Pförtners und war von 1320 bis 1328 als Petrus Dives Abt der Zisterzienserabtei Hauterive.
Er liess von 1320 bis 1328 den gotischen Neubau der Klosterkirche mit grossen und mit reichen Glasmalereien geschmückten Fenstern, die er in die Stirnwand brechen liess, errichten. Der kreuzrippengewölbte Kreuzgang, von dem nur drei Arme erhalten sind, wurde damals von dreissig Steinmetzen errichtet, um ein Werk zu schaffen, dessen "vorsätzliche Altertümlichkeit" in vollkommener Übereinstimmung mit dem zisterziensischen Denken stand. Das Bauwerk wurde von der Idee des heiligen Bernhard geprägt, das der Kreuzgang das Bild des himmlischen Jerusalems zu spiegeln habe; hierbei wurde er mit Masswerköffnungen geschaffen, die nach Euklids Lehrsatz konstruiert waren. Weiterhin liess er die St. Niklaus-Kapelle bauen.